# Niv Antman
Niv Antman (Hebreeuws: ניב אנטמן) (Kirjat Motzkin, 2 augustus 1992) is een Israëlisch voetballer die als keeper dienstdoet. Hij is de zoon van Giora Antman, die van 1980 tot 1996 keeper was en later keeperstrainer van Maccabi Haifa en het Israëlisch voetbalelftal was. De jongere broer van Niv, Ofek Antman, is ook keeper en speelde voor onder andere Ironi Nesher FC, MGS Panserraikos, en Hapoel Akko.

## Carrière
Niv Antman speelde in Israël voor Hapoel Haifa en Hapoel Ironi Rishon LeZion. In de zomer van 2016 werd hij door FC Dordrecht gecontracteerd, waar hij zijn debuut maakte in de KNVB beker op 21 september 2016, in de met 3-1 verloren uitwedstrijd tegen Sparta Rotterdam. Op 17 maart 2017 speelde hij zijn enige competitiewedstrijd voor FC Dordrecht, de met 5-2 gewonnen thuiswedstrijd tegen VVV-Venlo. In de zomer van 2017 vertrok hij naar Ironi Nesher FC, waar hij tot 2018 speelde. Van 2018 tot 2021 speelde hij voor Hapoel Ra'annana. Sinds 2022 is hij bij Sektzia Nes Ziona actief.

### Statistieken
| Seizoen                        | Club                       | Land           | Competitie     | Competitie | Competitie | Beker | Beker | Totaal | Totaal |
| Seizoen                        | Club                       | Land           | Competitie     | Wed.       | Dlp.       | Wed.  | Dlp.  | Wed.   | Dlp.   |
| ------------------------------ | -------------------------- | -------------- | -------------- | ---------- | ---------- | ----- | ----- | ------ | ------ |
| 2012/13                        | Hapoel Haifa               | Israël         | Ligat Ha'Al    | 0          | 0          | 0     | 0     | 0      | 0      |
| 2013/14                        | Hapoel Haifa               | Israël         | Ligat Ha'Al    | 7          | 0          | 0     | 0     | 7      | 0      |
| 2014/15                        | Hapoel Haifa               | Israël         | Ligat Ha'Al    | 0          | 0          | 2     | 0     | 2      | 0      |
| 2015/16                        | Hapoel Haifa               | Israël         | Ligat Ha'Al    | 12         | 0          | 6     | 0     | 18     | 0      |
| 2016/17                        | Hapoel Ironi Rishon LeZion | Israël         | Liga Leumit    | 1          | 0          | 0     | 0     | 1      | 0      |
| 2016/17                        | FC Dordrecht               | Nederland      | Eerste divisie | 1          | 0          | 1     | 0     | 2      | 0      |
| 2017/18                        | Ironi Nesher FC            | Israël         | Liga Leumit    | 23         | 0          | 0     | 0     | 23     | 0      |
| 2018/19                        | Hapoel Ra'annana           | Israël         | Ligat Ha'Al    | 2          | 0          | 2     | 0     | 4      | 0      |
| 2019/20                        | Hapoel Ra'annana           | Israël         | Ligat Ha'Al    | 4          | 0          | 4     | 0     | 8      | 0      |
| 2020/21                        | Hapoel Ra'annana           | Israël         | Liga Leumit    | 31         | 0          | 2     | 0     | 33     | 0      |
| 2021/22                        | Sektzia Nes Ziona          | Israël         | Liga Leumit    | 18         | 0          | 0     | 0     | 18     | 0      |
| 2022/23                        | Sektzia Nes Ziona          | Israël         | Ligat Ha'Al    | 6          | 0          | 3     | 0     | 9      | 0      |
| Carrièretotaal                 | Carrièretotaal             | Carrièretotaal | Carrièretotaal | 105        | 0          | 20    | 0     | 125    | 0      |
| Bijgewerkt op 21 februari 2023 |                            |                |                |            |            |       |       |        |        |